# Saint-André-Farivillers
Saint-André-Farivillers és un municipi francès, situat al departament de l'Oise i a la regió dels Alts de França. L'any 2007 tenia 510 habitants.

## Demografia

### Població
El 2007 la població de fet de Saint-André-Farivillers era de 510 persones. Hi havia 180 famílies de les quals 28 eren unipersonals (8 homes vivint sols i 20 dones vivint soles), 60 parelles sense fills i 92 parelles amb fills.
La població ha evolucionat segons el següent gràfic:
Habitants censats

### Habitatges
El 2007 hi havia 204 habitatges, 182 eren l'habitatge principal de la família, 7 eren segones residències i 16 estaven desocupats. 202 eren cases i 1 era un apartament. Dels 182 habitatges principals, 149 estaven ocupats pels seus propietaris, 28 estaven llogats i ocupats pels llogaters i 5 estaven cedits a títol gratuït; 7 tenien dues cambres, 13 en tenien tres, 41 en tenien quatre i 121 en tenien cinc o més. 144 habitatges disposaven pel capbaix d'una plaça de pàrquing. A 70 habitatges hi havia un automòbil i a 104 n'hi havia dos o més.

### Piràmide de població
La piràmide de població per edats i sexe el 2009 era:
| Homes | Edats   | Dones |
| ----- | ------- | ----- |
| 0     | 95 o +  | 0     |
| 0     | 90 a 94 | 0     |
| 0     | 85 a 89 | 4     |
| 0     | 80 a 84 | 0     |
| 4     | 75 a 79 | 12    |
| 4     | 70 a 74 | 8     |
| 12    | 65 a 69 | 8     |
| 20    | 60 a 64 | 20    |
| 8     | 55 a 59 | 8     |
| 20    | 50 a 54 | 0     |
| 20    | 45 a 49 | 16    |
| 12    | 40 a 44 | 20    |
| 24    | 35 a 39 | 20    |
| 28    | 30 a 34 | 20    |
| 4     | 25 a 29 | 4     |
| 16    | 20 a 24 | 8     |
| 12    | 15 a 19 | 8     |
| 32    | 10 a 14 | 20    |
| 20    | 5 a 9   | 16    |
| 12    | 0 a 4   | 12    |

## Economia
El 2007 la població en edat de treballar era de 335 persones, 251 eren actives i 84 eren inactives. De les 251 persones actives 227 estaven ocupades (131 homes i 96 dones) i 24 estaven aturades (13 homes i 11 dones). De les 84 persones inactives 20 estaven jubilades, 29 estaven estudiant i 35 estaven classificades com a «altres inactius».

### Ingressos
El 2009 a Saint-André-Farivillers hi havia 187 unitats fiscals que integraven 526 persones, la mediana anual d'ingressos fiscals per persona era de 18.359 €.

### Activitats econòmiques
Dels 16 establiments que hi havia el 2007, 3 eren d'empreses extractives, 1 d'una empresa de fabricació de material elèctric, 2 d'empreses de fabricació d'altres productes industrials, 6 d'empreses de construcció, 1 d'una empresa de comerç i reparació d'automòbils, 1 d'una empresa immobiliària i 2 d'empreses de serveis.
Dels 7 establiments de servei als particulars que hi havia el 2009, 1 era un taller de reparació d'automòbils i de material agrícola, 1 paleta, 2 guixaires pintors, 1 fusteria, 1 lampisteria i 1 electricista.
L'any 2000 a Saint-André-Farivillers hi havia 13 explotacions agrícoles que ocupaven un total de 1.400 hectàrees.

## Equipaments sanitaris i escolars
El 2009 hi havia una escola elemental integrada dins d'un grup escolar amb les comunes properes formant una escola dispersa.

## Poblacions més properes
El següent diagrama mostra les poblacions més properes.